# Linckia gracilis
Linckia gracilis är en sjöstjärneart som beskrevs av Yin-Xia Liao 1985. Linckia gracilis ingår i släktet Linckia och familjen Ophidiasteridae. Inga underarter finns listade i Catalogue of Life.